# Robert Somercotes
Robert Somercotes (né à Somercotes en Lincolnshire, Angleterre, en 1200/1210 et mort à Rome le 26 septembre 1241) est un cardinal italien de l'Église catholique du XIIIe siècle, nommé par le pape Grégoire IX.

## Biographie
Robert Somercotes étudie à Paris et à l'université de Bologne. Vers 1235 il est confesseur du roi Henri III d'Angleterre. Plus tard il va vivre à Rome et est auditeur de leteræ contradictæ.
Le pape Grégoire IX le crée cardinal lors du consistoire du 18 septembre 1239. Somercotes est un des cardinaux qui restent à côté du pape pendant la menace de Rome par l'empereur Frédéric II. Il participe à l'élection de Célestin IV en 1241, mais meurt pendant l'élection.